# مصفوفة التبادل
في الرياضيات, و خصوصاً في الجبر الخطي, تكون مصفوفة التبادل عبارة عن حالة خاصة لمصفوفة تبديلية, حيث يكون العنصر 1 موزع على القطر العكسي، و بقية العناصر أصفار. و بعبارة أخرى, هي نسخة 'معكوسة-الصفوف' أو 'معكوسة-الأعمدة' للمصفوفة الوحدة.
{\displaystyle J_{2}={\begin{pmatrix}0&1\\1&0\end{pmatrix}};\quad J_{3}={\begin{pmatrix}0&0&1\\0&1&0\\1&0&0\end{pmatrix}};\quad J_{n}={\begin{pmatrix}0&0&\cdots &0&0&1\\0&0&\cdots &0&1&0\\0&0&\cdots &1&0&0\\\vdots &\vdots &&\vdots &\vdots &\vdots \\0&1&\cdots &0&0&0\\1&0&\cdots &0&0&0\end{pmatrix}}.}

## تعريف
إذا كانت قيمة J نساوي مصفوفة التبادل n×n, إذاً تكون عناصر J معرفة كما يلي:
{\displaystyle J_{i,j}={\begin{cases}1,&j=n-i\\0,&j\neq n-i\\\end{cases}}}

## خصائص
- عند ضرب مصفوفة التبادل بأي مصفوفة من اليسار يتم تبديل مواقع الصفوف.

كمثال
{\displaystyle {\begin{pmatrix}0&0&1\\0&1&0\\1&0&0\end{pmatrix}}{\begin{pmatrix}1&2&3\\4&5&6\\7&8&9\end{pmatrix}}={\begin{pmatrix}7&8&9\\4&5&6\\1&2&3\end{pmatrix}}.}
- عند ضرب مصفوفة التبادل بأي مصفوفة من اليمين يتم تبديل مواقع الأعمدة.

كمثال
{\displaystyle {\begin{pmatrix}1&2&3\\4&5&6\\7&8&9\end{pmatrix}}{\begin{pmatrix}0&0&1\\0&1&0\\1&0&0\end{pmatrix}}={\begin{pmatrix}3&2&1\\6&5&4\\9&8&7\end{pmatrix}}.}
- JT = J.
- Jn = I لأعداد n الزوجية; Jn = J لأعداد n الفردية, حيث أن n هو أي عدد صحيح. و لذلك تكون J مصفوفة التفافية involutary matrix; مما تجعل من , J−1 = J.
- إن المصفوفة المصاحبة لـ J هو الرقم 1 إذا كان n عدد فردي, و 0 إذا كان n عدد زوجي.

## علاقات
- أي مصفوفة A تقوم بالشرط AJ = JA تسمى متناظرة حول المركز.
- أي مصفوفة A تقوم بالشرط AJ = JAT تسمى كل-تناظرية persymmetric matrix.